# Robinson Chalapud
Robinson Eduardo Chalapud Gómez (Ipiales, 8 marzo 1984) è un ciclista su strada colombiano che gareggia per il Team Banco Guayaquil-Bianchi. È attivo in formazioni UCI dal 2007.

## Palmarès
- 2003 (Juniores)

3ª tappa Vuelta a Boyacà
- 2015 (Orgullo Antioqueño, una vittoria)

Campionati colombiani, Prova in linea
- 2019 (Medellín, tre vittorie)

1ª tappa Vuelta Ciclística Independencia Nacional (Santo Domingo > San José de Ocoa)
Classifica generale Vuelta Ciclística Independencia Nacional
Classifica generale Tour of Qinghai Lake
- 2021 (Medellín, una vittoria)

7ª tappa Vuelta a Colombia (Manizales > Mariquita)
- 2022 (Team Banco Guayaquil-Bianchi, cinque vittorie)

9ª tappa Vuelta a Colombia (Guateque > Santa Rosa de Viterbo)
1ª tappa Vuelta a Guatemala (Sanarate > Chiquimula)
5ª tappa Vuelta a Guatemala (Totonicapán > Esquipulas Palo Gordo)
3ª tappa Vuelta al Ecuador (Puerto Quito > Calacali)
Classifica generale Vuelta al Ecuador
- 2023 (Team Banco Guayaquil-Bianchi, due vittorie)

2ª tappa Vuelta al Ecuador (Riobamba > Salcedo)
Classifica generale Vuelta al Ecuador
- 2024 (Team Banco Guayaquil-Bianchi, una vittoria)

5ª tappa Vuelta al Ecuador (Urbina > Machachi)

### Altri successi
- 2008 (Colombia Es Pasion - Coldeportes)

1ª tappa Clásica Club Deportivo Boyacà (Tunja > Tunja)
4ª tappa Vuelta a Boyacà (Ráquira > Sáchica)
Classifica generale Vuelta al Charchí
- 2010 (Cafe de Colombia - Colombia Es Pasion)

1ª tappa Circuito de Combita (Combito > Cómbita)
2ª tappa Vuelta al Valle del Cauca
2ª tappa Vuelta a Cundinamarca
11ª tappa Clásico RCN (Jardin > Envigado)
- 2011 (Colombia es Pasión - Café de Colombia)

2ª tappa Circuito de Combita (Combito > Combito)
- 2015 (Orgullo Antioqueño)

5ª tappa Vuelta al Valle del Cauca (Cali > Cali)
Classifica generale Clásica Nacional Marco Fidel Suárez
2ª tappa Vuelta a Boyacà
- 2016 (Inteja-MMR Dominican Cycling Team)

1ª tappa Clásico Virgen de la Purificación (Huaca > Huaca)
Classifica generale Clásico Virgen de la Purificación
2ª tappa Clásica Ciudad de Girardot (Girardot > Fusagasuga)
2ª tappa Clásica Luis Carlos Galan (Barbosa > Curití)
- 2017 (GW - Shimano)

1ª tappa Clasica de Fusagasuga (Fusagasuga > Pasca)
2ª tappa Clasica de Fusagasuga (Nilo > Fusagasuga)
Classifica generale Clasica de Fusagasuga
5ª tappa Vuelta al Valle del Cauca (Cali > Cali)
2ª tappa Vuelta al Biancional a Ecuador (Salinas > Tulcán)
1ª tappa Vuelta a Antioquia (Medellin > Ciudad Bolivar)
- 2018 (Medellín)

2ª tappa Clasica Rionegro
Classifica generale Clasica Rionegro
1ª tappa Clásica Ciudad da Anapoima (Pubenza > Anapoima, cronosquadre)
1ª tappa Vuelta a Antioquia
7ª tappa Vuelta a Ecuador (Cotacachi > Huaca)
- 2019 (Medellín)

Fiestas Cantonizacion de San Miguel de Urcuqui
1ª tappa Tour of Qinghai Lake (Hehuang New District > Xining, cronosquadre)
- 2020 (Team Medellín)

2ª tappa Clásico Virgen de la Purificación (Monte Olivo > Huaca)
Clásica Hector Chiles
1ª tappa Clásico RCN (Ibagué > Alvarado, cronosquadre)
- 2021 (Team Medellín - EPM)

Classifica generale Clasica Rionegro
2ª tappa Vuelta Gran Santander (Piedecuesta > Berlin)
Prologo Vuelta a Antioquia (Chigorodó > Carepa, cronosquadre)
1ª tappa Clásico RCN (Guatapé > El Peñol, cronosquadre)
- 2022 (Banco Guayaquil)

1ª tappa Clásico Virgen de la Purificación
3ª tappa Clasica International de Tulcan
Classifica generale Clasica International de Tulcan
1ª tappa Clasica Ciudad de Ambato
2ª tappa Clasica Ciudad de Ambato
Classifica generale Clasica Ciudad de Ambato
2ª tappa Vuelta a Nariño  (Piedrancha > Potosí)
Classifica generale Vuelta a Nariño
Classifica scalatori Vuelta Ciclista a Costa Rica
- 2023 (Team Banco Guayaquil-Bianchi)

1ª tappa Vuelta a Nariño (Samaniego > Ipiales)
Classifica generale Vuelta a Nariño

## Piazzamenti

### Grandi Giri
- Giro d'Italia

2013: 94º
2014: 75º

### Classiche monumento
- Liegi-Bastogne-Liegi

2014: 59º
- Giro di Lombardia

2013: ritirato
2014: 55º